# Oneida (Illinois)
Oneida és una població dels Estats Units a l'estat d'Illinois. Segons el cens del 2000 tenia 750 habitants.

## Demografia
Segons el cens del 2000, Oneida tenia 752 habitants, 303 habitatges, i 226 famílies. La densitat de població era de 397,7 habitants/km².
Dels 303 habitatges en un 32,3% hi vivien nens de menys de 18 anys, en un 61,4% hi vivien parelles casades, en un 9,6% dones solteres, i en un 25,4% no eren unitats familiars. En el 24,1% dels habitatges hi vivien persones soles l'11,9% de les quals corresponia a persones de 65 anys o més que vivien soles. El nombre mitjà de persones vivint en cada habitatge era de 2,48 i el nombre mitjà de persones que vivien en cada família era de 2,91.
Per edats la població es repartia de la següent manera: un 24,1% tenia menys de 18 anys, un 9,2% entre 18 i 24, un 24,6% entre 25 i 44, un 25,1% de 45 a 60 i un 17% 65 anys o més.
L'edat mediana era de 39 anys. Per cada 100 dones de 18 o més anys hi havia 89,1 homes.
La renda mediana per habitatge era de 39.712 $ i la renda mediana per família de 46.250 $. Els homes tenien una renda mediana de 31.974 $ mentre que les dones 17.969 $. La renda per capita de la població era de 16.991 $. Aproximadament el 4,8% de les famílies i el 5,3% de la població estaven per davall del llindar de pobresa.

## Poblacions més properes
El següent diagrama mostra les poblacions més properes.